# Касільяс (Авіла)
Касільяс (ісп. Casillas) — муніципалітет в Іспанії, у складі автономної спільноти Кастилія-і-Леон, у провінції Авіла. Населення — 850 осіб (2010).
Муніципалітет розташований на відстані близько 75 км на захід від Мадрида, 38 км на південь від Авіли.

## Демографія
Динаміка населення (INE ):